# Фосфид самария
Фосфид самария — бинарное неорганическое соединение 
металла самария и фосфора
с формулой SmP,
кристаллы.

## Получение
- Нагревание самария и фосфора:

{\displaystyle {\mathsf {Sm+P\ {\xrightarrow {1315-2020^{o}C}}\ SmP}}}

## Физические свойства
Фосфид самария образует кристаллы
кубической сингонии, пространственная группа F m3m, параметры ячейки a = 0,5760 нм, Z = 4,
структура типа хлорида натрия NaCl
.
Соединение существует в интервале температур 1315-2020°С
и имеет область гомогенности, описываемая формулой SmP1÷0,982
.